# Garra dembeensis
Garra dembeensis är en fiskart som först beskrevs av Rüppell, 1835.  Garra dembeensis ingår i släktet Garra och familjen karpfiskar. IUCN kategoriserar arten globalt som livskraftig. Inga underarter finns listade i Catalogue of Life.